# Typhlocyba
Typhlocyba — рід цикадок із ряду клопів.

## Опис
Цикадки довжиною близько 3—4 мм. Стрункі, жовтого забарвлення, дендрофільні, на надкрилах зазвичай малюнок з червоно-помаранчевих плям. У Палеарктиці більше 5 видів.

## Систематика
У складі роду:
- Typhlocyba babai Ish.
- Typhlocyba maderae Lindberg, 1961
- Typhlocyba margineguttata Lethierry, 1884
- Typhlocyba quercus (Fabricius, 1777)